# Sly Stone
Pour les articles homonymes, voir Stone.
Sylvester Stewart, dit Sly Stone, né le 15 mars 1943 à Denton (Texas) et mort le 9 juin 2025 à Los Angeles (Californie), est un musicien, compositeur et producteur américain.
Leader de l'ancienne formation Sly and the Family Stone originaire de San Francisco, il joue un rôle charnière dans le développement des courants soul, funk et psychédélique au cours des années 1960 et 1970.

## Biographie

### Carrière

#### Enfance et années de formation
Né le 15 mars 1943 à Denton (Texas), Sylvester Stewart est le second d'une fratrie de cinq. Trois mois plus tard, ses parents partent s’installer à Vallejo, en Californie, afin de fuir la ségrégation du sud des États-Unis. 
Appartenant à la classe moyenne américaine, la famille Stewart est profondément croyante. Les parents de Sylvester, K.C. et Alpha Stewart, prônent à leurs enfants des doctrines religieuses tout en encourageant l'expression musicale. 
Sylvester, son frère Freddie et ses sœurs Rose et Vaetta forment le groupe The Stewart Four alors qu'ils sont encore enfants, chantant du gospel dans leur paroisse et enregistrant en 1952 un double titre sur 78 tours, On the Battlefield / Walking in Jesus' Name. L'aînée, Loretta, est la seule enfant Stewart à ne pas avoir poursuivi de carrière musicale. Les autres adopteront plus tard le surnom de Stone au moment de rejoindre la formation Sly and the Family Stone.
Sylvester se révèle un prodige dès son plus jeune âge. À 7 ans, il se montre très doué au piano. À 11 ans, il maîtrise la guitare, la basse et la batterie. Durant ses années de lycée, Sylvester poursuit son apprentissage d'autres instruments de musique. Il participe à certains des groupes formés dans son lycée. L'un d'entre eux s'appelle The Viscaynes, un groupe de doo-wop : majoritairement blanc, Sylvester et son ami philippin Frank Arelano y sont les seuls noirs. L'intégration raciale montante à cette époque, fait de The Viscaynes un groupe tendance auprès d'une certaine jeunesse libérale et inspirera plus tard à Sylvester le concept multi-racial de The Family Stone. The Viscaynes sortent quelques simples locaux, dont Yellow Moon et Stop What You Are Doing. En parallèle, Sylvester enregistre en solo sous le nom de Danny Stewart. Avec son frère Fred, il forme également quelques groupes éphémères, comme les Stewart Bros.
Le surnom de Sly l'accompagne dès ses années de formation ; un camarade de classe détourne même son prénom en « Slyvester ». Au début des années 1960, Stone travaille en tant que disc jockey à San Francisco pour la station radio soul, KSOL, où il conquiert une certaine audience, intégrant The Beatles ou The Rolling Stones dans sa programmation. Dans la foulée, il se lance comme producteur de disques pour le label Autumn Records, signant des groupes locaux, comme The Beau Brummels, The Mojo Men, Bobby Freeman, et le premier groupe de Grace Slick, The Great Society. Adoptant définitivement son nom de scène, Sly Stone, il forme le groupe The Stoners en 1966 en incluant Cynthia Robinson à la trompette. C'est avec Cynthia qu'il forme son groupe suivant, Sly and the Family Stone, à savoir Sly, Robinson et Fred Stewart bientôt rejoints par Larry Graham, Greg Errico, et Jerry Martin, tous issus de groupes amateurs. Sly and the Family Stone fait forte impression lors d'une première tournée autour de San Francisco dès 1967. De son côté, Rosie Stone rejoint le groupe en 1968.

#### Succès

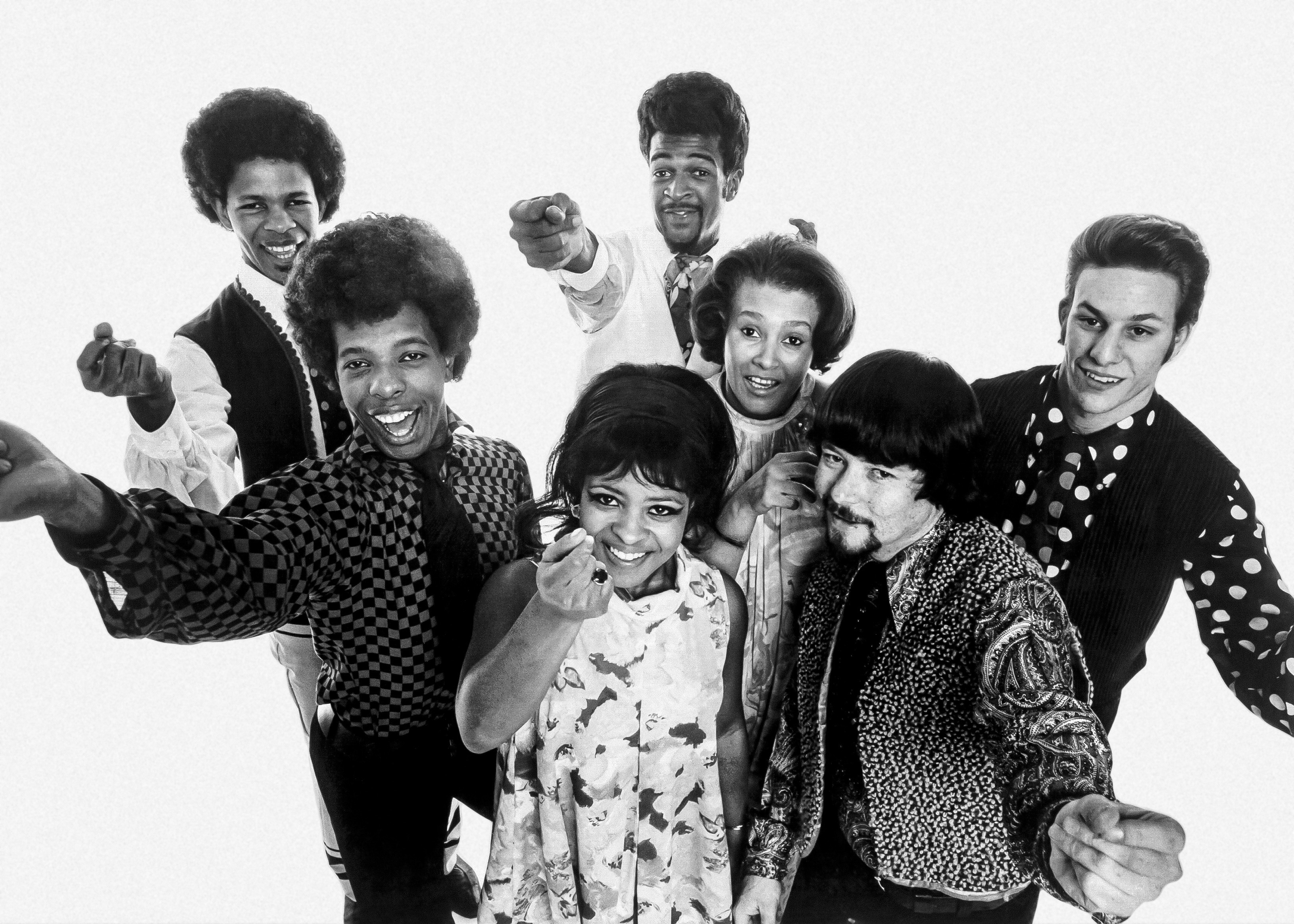
Sly and the Family Stone en 1968 (Sly Stone, deuxième à gauche).

Le 1er album sort en 1967 : A Whole New Thing reçoit un accueil tiède, mais Sly & the Family Stone enregistre bientôt son 1er succès, avec le simple Dance to the Music, qui sera inclus plus tard dans l'album du même nom. Bien que leur troisième album Life, sorti en 1968, souffre à nouveau d'un intérêt timide, le quatrième, Stand! (1969) connaît enfin l'engouement puisqu'il se vend à 3 millions d'exemplaires aux États-Unis, ventes tirées par le simple Everyday People. Durant l'été 1969, Sly & the Family Stone devient un groupe incontournable et est à l'affiche du festival de Woodstock. Il sort 3 autres simples au cours des six mois suivants qui sont autant de succès dans les charts américains (Hot Fun in the Summertime - Thank You (Falettinme Be Mice Elf Agin) / Everybody is a Star).

#### Crise et retour
Durant les années 1980, il est fréquemment arrêté, envoyé en prison ou en cure de désintoxication. Dans la décennie suivante, les artistes de hip-hop le redécouvrent : les Jungle Brothers, les Beastie Boys, LL Cool J pour son tube Mama Said Knock You Out et, enfin, Arrested Development pour People Everyday.

### Mort
Sly Stone meurt le 9 juin 2025 à Los Angeles (Californie) des suites de complications pulmonaires,.

## Héritage
Actif dès 1967, Sly and the Family Stone peut être considéré comme un groupe pionnier de la musique funk qui triomphera dans les années 1970, au même titre que James Brown et Parliament Funkadelic. Fusionnant rythmes R&B, mélodies entêtantes et psychédéliques, le groupe génère un nouveau creuset entre pop, soul et rock dont les accents novateurs perdurent encore aujourd'hui. À ce nouveau son s'ouvrit Norman Whitfield, producteur à la Motown, qui choisit alors de réorienter sensiblement son label vers des compositions plus radicales, politiquement engagées. Le précédent créé par Sly and the Family Stone sur les plans racial, sexuel et musical eut un impact majeur sur des artistes des années 1980, comme Prince ou Rick James. Depuis le début des années 1990, de nombreux compositeurs de la scène rap, R&B, pop ou électro sont allés puiser dans le catalogue du groupe pour en tirer des samples, par exemple, Public Enemy, Fatboy Slim, ou Beck.
Chaque année l'Universal Zulu Nation célèbre son anniversaire en organisant à New York une soirée dédiée à James Brown et à Sly Stone.

## Discographie
- 1967 : A Whole New Thing
- 1968 : Dance to the Music
- 1968 : Life
- 1969 : Stand!
- 1971 : There's a Riot Goin' On
- 1973 : Fresh
- 1974 : Small Talk
- 1975 : High on You (sous le nom Sly Stone)
- 1976 : Heard You Missed Me, Well I'm Back
- 1979 : Back on the Right Track
- 1983 : Ain't But the One Way
- 2011 : I'm Back - Friends & Family